# IBM 1800

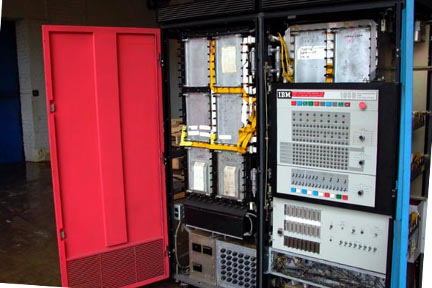
IBM 1800システムのカバーをあけたところ

IBM 1800データ収集制御システム（英文：IBM 1800 Data Acquisition and Control System、略称：DACS）はIBM社が1965年に発表したプロセス制御用のコンピューターで、IBM 1130システムの命令セットにいくつかのプロセス制御用命令を追加し、プロセス入出力機能をラック（rack）にマウントできるようにしたもの。科学計算用のIBM 1620システムから派生したプロセス制御用コンピューター、IBM 1710の後継機種。
基本的に工場などで自動運転されるシステムで、プログラム変更などは紙テープ読取装置を利用したシステムが多かった。

## 概要
IBM 1800 データ収集制御システム（DACS）は、IBM社がIBM System/360と同様なSLT（Solid Logic Technology）を使って1965年に発表したプロセス制御用のコンピューターで、IBM 1130と同様に16ビット・データ・ワード（word）を基本とするワードマシンで、これの命令セットにアナログ制御用命令を追加したもの。コア・ストレジはサイクル・タイムはIBM 1801または1802プロセッサー・コントローラーで、それぞれ2または4マイクロ秒で、4K、8K、16K、32K（最高）ワードの各種モデルがあった。　プロセス入出力のデジタル-アナログ変換機能、アナログ-デジタル変換機能などを、ラック（rack）に容易に装着できた。
IBM 1800 DACSは次のような機種から構成されていた。
- IBM 1801 または 1802 プロセッサー・コントローラー、付：オペレーター・パネル（Processor with Console Panel）
- D/A コンバーター（Digital-to-Analog Converter）
- A/D コンバーター（Analog-to-Digital Converter｝
- IBM 1816 プリンター・キーボード（Printer Keyboard）システム・プリンター
- IBM 1054 紙テープ読取り装置（Paper Tape Reader Unit）
- IBM 1055 紙テープ穿孔装置（Paper Tape Punch Unit）
- IBM 1442 カード読取り・穿孔装置（Card Reader/Punch Unit）
- IBM 1132 ライン・プリンター（Line Printer）
- IBM 1627 プロッター（Plotter）
- IBM 2401 or 2402 磁気テープ装置（Magnetic Tape Unit）アダプターはIBM 1802の中に
- IBM 2314 ディスク駆動装置（Disk Storage Drive）ディスクは512,000 16ビット・ワード（word）を収納
- IBM 1053 ロギング・プリンター（Logging Printer）

など
科学計算用のIBM 1620システムから派生したプロセス制御用コンピューター、IBM 1710の後継機種で、このあとIBM System/7（センシングのみ）がこの後継機種になる。
IBM 1801/1802 プロセッサー・コントローラーとIBM 2314 ディスク駆動装置は、IBMのカリフォルニア州サンノゼ工場で製造された。

## 応用例
IBM 1800はプロセス工業（化学、製鉄、製薬工業など）の工場に利用される例が多かった。日本でも、何台かが輸入されて利用されており、例えば1971年に川崎製鉄（現在はJFEグループ）の千葉製鉄所の第5高炉にセンサー用・制御用として設置された。　
特殊な用途には、1970～80年代にIBMが通信衛星による通信に参入したサテライト・ビジネス・システムズ社の地上制御ステーションにIBM 1800が使われた。2008年11月現在、カナダのオンタリオ州ピカリングにあるピカリング原子力発電所で2台のIBM 1800システムが使われている。

## 参照項目
- IBM 1710
- IBM 7700 (IBM 7700 Data Acquisition System))
- IBM System/7
- IBM Series/1